# Sāvandurga
Sāvandurga (kannada: ಸಾವನದುರ್ಗ) är ett berg i Indien.   Det ligger i distriktet Ramanagara och delstaten Karnataka, i den södra delen av landet, 1 700 km söder om huvudstaden New Delhi. Toppen på Sāvandurga är 1 226 meter över havet, eller 380 meter över den omgivande terrängen. Bredden vid basen är 10,9 km.
Terrängen runt Sāvandurga är huvudsakligen platt, men den allra närmaste omgivningen är kuperad. Sāvandurga är den högsta punkten i trakten. Runt Sāvandurga är det tätbefolkat, med 683 invånare per kvadratkilometer. Närmaste större samhälle är Māgadi, 8,6 km nordväst om Sāvandurga. Trakten runt Sāvandurga består till största delen av jordbruksmark.